# Truthiness
Truthiness est un mot-valise anglais inventé en 2005 par l'humoriste américain Stephen Colbert dans son émission The Colbert Report. Il peut être traduit par « véritude ».

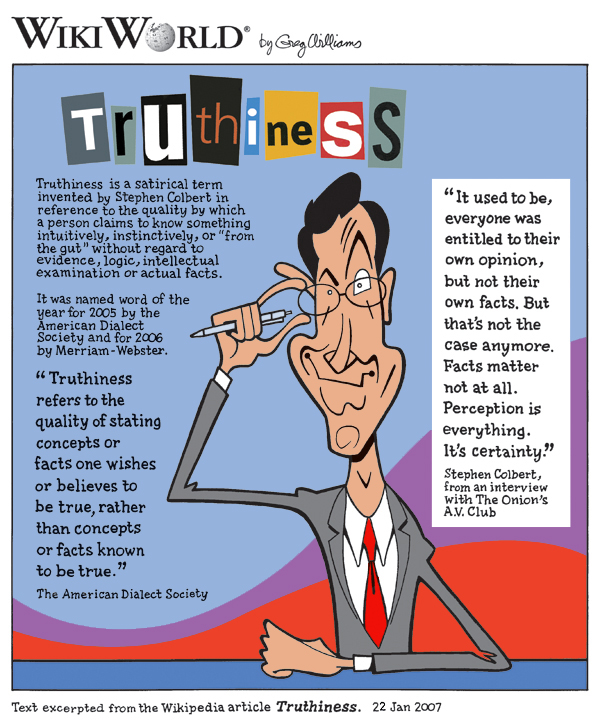
Dessin de Greg Williams (pour le projet WikiWorld) de Colbert et son utilisation du mot truthiness.

Formé à partir du mot « truth » (vérité) et du suffixe « -ness » (la qualité de quelque chose), il désigne une « vérité » subjective qu'une personne sait ou croit être vraie de façon intuitive « avec les tripes » (« from the gut ») ou parce que « ça a l'air vrai » (« it feels right »), sans tenir compte des preuves du contraire, des faits ou d'une quelconque logique ou réflexion intellectuelle.
Depuis sa création, le terme est reconnu et réutilisé dans différents contextes socio-politiques, et The New York Times déclare que « nous vivons dans l'âge de la truthiness », une ère où la vérité est devenue optionnelle.

## Concept et définition
Stephen Colbert – sous les traits de son personnage conservateur et arrogant, satiriste politique et présentateur du Colbert Report – prononce pour la première fois Truthiness dans le pilote de son émission le 17 octobre 2005, dans le segment intitulé The Wørd. Il y explique la différence entre « ceux qui pensent avec leur tête et ceux qui savent avec leur cœur. »

« Je suis sûr que la « police des mots », les « wordinistas » de Webster vont dire : « Hé, ce n'est pas un mot ». Eh bien, tous ceux qui me connaissent savent que je ne suis pas un fan des dictionnaires ou des livres de référence. Ils sont élitistes. Toujours à nous dire ce qui est vrai et ce qui ne l'est pas. Ce qui s'est passé ou ce qui ne s'est pas passé,. »

Le mot est choisi juste avant le début de l'émission. Le mot original était simplement « Truth », mais il n'était pas assez ridicule, et Colbert explique : « on ne parle pas de vérité ici, on parle de quelque chose qui ressemble à la vérité – mais à la vérité que nous voulons voir exister ».
Ainsi, il parodie l'abus ou le mésusage des commentaires ou « analyses » qui font appel à l'émotion (en) (l’argumentum ad passiones en latin) ou issus d'une intuition (gut feeling), de plus en plus utilisés dans les discours socio-politiques contemporains. Il cible alors particulièrement le président américain en exercice, George W. Bush, dans plusieurs débats comme pour la nomination d'Harriet Miers à la cour suprême (il prononce les mots « I know her heart », « je connais son cœur ») ou pour sa décision d'envahir l'Irak en 2003,. Colbert attribue par la suite Truthiness à d'autres institutions ou organisation, notamment Wikipédia (il invente par la suite Wikiality, combinaison de wiki et reality).
En janvier 2006, hors-personnage, Colbert explique son point de vue sur l'« imbroglio de Truthiness qui divise le pays » :

« Avant, tout le monde pouvait avoir sa propre opinion, mais pas ses propres faits. Mais ce n'est plus le cas. Les faits n'ont plus d'importance aujourd'hui. La perception est tout ce qui compte ; c'est une certitude. Les gens aiment le président parce qu'il est sûr de ses choix en tant que leader, même lorsque les faits sur lesquels il s'appuie n'existent pas. C'est le fait qu'il soit sûr de lui qui est attrayant pour une certaine partie du pays. Je vois là une vraie dichotomie dans la population américaine. Qu'est-ce qui est important ? Ce que vous voulez être vrai, ou ce qui est vrai… ?
Truthiness, c'est « ce que je dis est vrai, et rien d'autre ». Ce n'est pas seulement « je crois que c'est vrai », c'est aussi « je crois que c'est vrai ». Il n'y a pas seulement une qualité émotionnelle [dans ce que je dis], il y a aussi une dimension égoïste,. »

## Couverture médiatique
Après l'introduction de Truthiness, il est rapidement devenu reconnu et réutilisé. Dans les mois qui ont suivi sa première prononciation par Colbert, le terme est débattu dans la plupart des médias d'importance américains : The New York Times, The Washington Post, USA Weekly, San Francisco Chronicle, Chicago Tribune, Newsweek, CNN, MSNBC, Fox News, Associated Press, Editor and Publisher, Salon.com, The Huffington Post, Chicago Reader, CNET, Nightline sur ABC, 60 Minutes sur CBS, The Oprah Winfrey Show, etc.
Le 25 octobre 2005, une semaine après le premier épisode du Colbert Report, The New York Times publie un troisième article sur l'émission, intitulé « Bringing Out the Absurdity of the News ». L'article développe largement le néologisme de Colbert, qu'il écrit Trustiness. Malgré un erratum publié le 1er novembre, Colbert saute sur l'occasion de se moquer du quotidien, disant ironiquement que « trustiness n'est même pas un mot ! » Il présente aussi le mot du jour, « cat » (chat), expliquant que celui-ci serait plus facile à recopier pour le journal.
Le 25 décembre de la même année, le New York Times mentionne à nouveau Truthiness comme l'un des neuf mots ayant capturé le zeitgeist de 2005. Titrant son article « 2005: In a Word; Truthiness », le journal juge que « le commentateur politique qui a le plus attiré l'attention en 2005 » est Stephen Colbert, quand bien même ce dernier n'aurait fait qu'interpréter un personnage.

## Reconnaissance

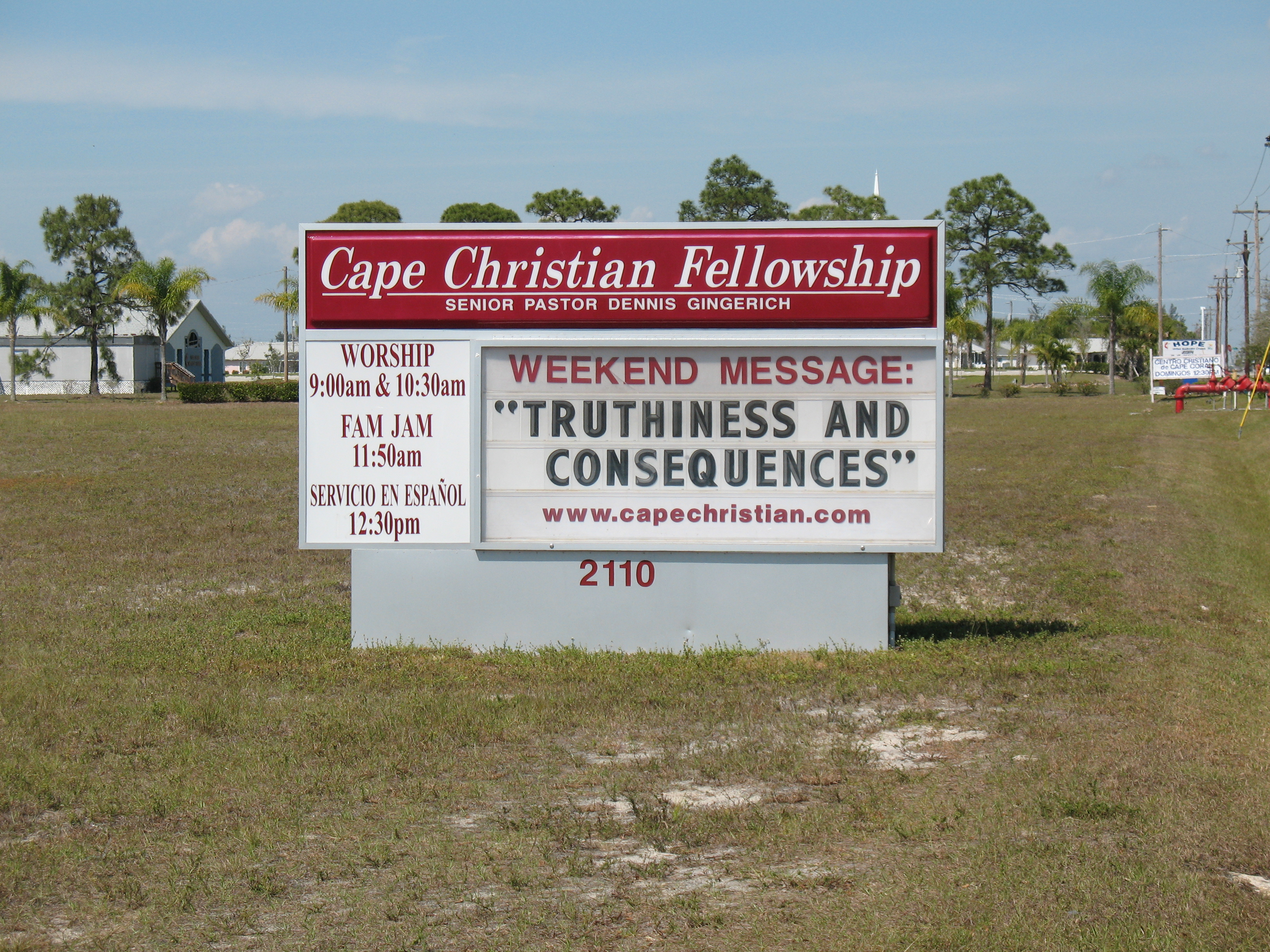
Citation originale : Truthiness and Consequences affiché devant une église de Floride.

### Word of the Yearet autres citations
Par la suite, la réutilisation de Truthiness a proliféré dans les médias, la politique nationale et la conscience du public. Le 5 janvier 2006, le professeur d'étymologie Anatoly Liberman a animé un programme de une heure à la radio publique pour discuter du terme et a prédit qu'il serait inclus dans les dictionnaires dans les deux ans à venir.
Le lendemain, l'American Dialect Society annonce que Truthiness est le mot de l'année (Word of the Year), alors que le site du Macmillan English Dictionary le nomme mot de la semaine quelques jours plus tard :

« Truthiness se réfère à la qualité de déclarer vrais les concepts ou faits qu'une personne désire ou croit être vrais, plutôt que les concepts ou faits que l'on sait être vrais. Et comme Stephen Colbert le dit : « Je ne fais pas confiance aux livres. Ils ne décrivent que des faits, sans cœur,. »

Le Global Language Monitor, qui suit l'évolution des langues, a peu après cité Truthiness comme le mot qui a fait le buzz à la télévision en 2006, ainsi que Wikiality, un autre néologisme inventé par Colbert, première fois que deux mots d'une même émission étaient sélectionnés sur la même liste. En 2009, Truthiness est 25e des mots de la décennie de Language Monitor.
Le dictionnaire Merriam-Webster le sélectionne aussi comme mot de l'année 2006 (devant « google »), mais il n'apparaît pas dans l'édition 2006 du dictionnaire. Colbert répond à cet affront en diffusant dans son émission du 12 décembre 2006 la page 1344 de la dixième édition de Merriam Webster qui inclut alors Truthiness. Pour faire de la place à ce nouveau mot, ainsi qu'à une photo de Colbert, la définition du mot try (essayer) a dû être supprimée, alors que Colbert déclare « Désolé, try. Peut-être que tu aurais dû essayer plus fort ». Il ajoute sarcastiquement à l'adresse de ses spectateurs de ne pas télécharger la nouvelle page, et de ne pas la coller sur les nouvelles éditions qu'ils pourraient trouver dans les bibliothèques ou les écoles.
Par ailleurs, le mot est également classé dans la liste des mots à bannir établie par l'université d'État du lac Supérieur en 2007, accompagné par des mots comme « awesome », « Brangelina » ou « pwn ». En réponse, Colbert déclare dans son segment Who’s Attacking Me Now? que l'université du lac supérieur était « une université d'état de seconde zone en manque d'attention ».

### The Associated Press War
Début janvier 2006, au moment de la nomination de Truthiness pour le mot de l'année par l'American Dialect Society, l'Associated Press rapporte les faits, et ajoute un commentaire écrit par l'un des linguiste ayant voté :

« Michael Adams, un professeur à l'Université d'État de Caroline du Nord, spécialisé en lexicologie, a expliqué que Truthiness signifie « vraisemblable, et non avéré ». Il explique que « la dispute nationale actuelle est de savoir : 1) Qui possède la vérité et 2) Qui possède les faits. Jusqu'à ce qu'on arrive à réunir les deux à nouveau, on ne va pas beaucoup avancer. »

Par ailleurs, un autre linguiste et consultant de l'Oxford English Dictionary, Benjamin Zimmer, avait précédemment affirmé que le mot Truthiness trouve son origine dans la littérature et apparaît déjà dans l'OED et The Century Dictionary (en) comme un dérivé de « truthy ». Deux mots rares et dialectiques, ils peuvent être simplement définis par « truthfulness, faithfulness » (véracité, fidélité). Colbert répond à ces affirmations en expliquant les origines de son mot : « Truthiness est un mot que j'ai sorti directement de mon cul... »
Dans les quatre épisodes qui suivent la sélection du mot de l'année, Colbert se lamente que les médias qui ont rapporté l'information ont négligé de mentionner qu'il était personnellement à l'origine du mot. Il ajoute Michael Adams sur son classement On Notice, ainsi que la journaliste de l'AP qui a écrit l'article, Heather Clark, comme Dead to Me. Dans le troisième épisode, il range l'AP comme la menace numéro un qui pèse contre l'Amérique, détrônant pour la première fois les ours. Dans l'épisode suivant, il appelle Adams et exige des excuses, et alors que ce dernier ne s'excuse pas, Colbert finit par « accepter » ses excuse, mais « oublie » de le retirer de son classement On Notice.
Le 13 janvier 2006, le lendemain du dernier épisode de critiques contre l'AP dans The Colbert Report, Adams publie un article intitulé « Colbert: AP The Biggest Threat to America ». 

« Lorsque l'AP a omis de mentionner Colbert, celui-ci s'est lancé dans une croisade pince-sans-rire, pas si différente de celle que sa muse Bill O'Reilly a pu livrer avec sérieux. [...] « C'est un mensonge par omission », a dit Colbert à l'AP mardi dernier, « C'est comme si Shakespeare était encore vivant et que vous ne lui demandiez pas de quoi parlait Hamlet ». [...] L'Oxford English Dictionary a une définition pour « truthy » datant des années 1800... « Le fait qu'ils aient cherché dans un livre montre à quel point ils n'ont rien compris au principe de ce qu'est Truthiness », explique Colbert. « On ne recherche pas Truthiness dans un livre, on le découvre avec ses tripes. » [...] Colbert, qui fait référence à l'« oubli » de l'AP comme une « parodie journalistique », qu'il compare à la soi-disant présence d'armes de destruction massive en Irak ayant conduit à la guerre, « sauf que des gens ont été blessés cette fois » ajoute-t-il. »

Le 14 janvier, Clark elle-même répond à Colbert dans un article titré « Exclusive "News" — I'm dead to Stephen Colbert ». Elle y explore le succès de Truthiness, concédant que « je n'avais jamais regardé The Colbert Report avant que mon nom n'apparaisse sur son classement Dead to Me cette semaine… J'ai donc regardé son émission pour la première fois… et c'était drôle. Et ceci n'est pas juste « truthy ». C'est un fait ! ».

### The Huffington-gate
Le 31 janvier 2006, Arianna Huffington réutilise Truthiness dans un article sur son site, The Huffington Post. Elle est invitée sur le plateau du Colbert Report le 1er mars, où elle remet en question le fait que Colbert ait inventé le terme. Colbert réplique alors : « je ne suis pas un fanatique de Truthiness... Je suis le père de Truthiness ». Citant Wikipédia, Huffington le corrige en disant qu'il a au mieux contribué à populariser le terme. En voyant la source qu'elle cite, Colbert répond « Fuck them! ».

### Autres témoignages
En 2008, dans l'édition du 14 juin du New York Times, Truthiness est mentionné dans les mots-croisés en 1-horizontal sous la définition « Néologisme signifiant une intuition sans considération pour les faits ». Colbert s’autoproclame alors « Roi des mots-croisés » (King of the Crossword) et s'en vante sur le plateau du Daily Show.
En 2009, le BBC News Magazine a demandé à ses lecteurs de suggérer les choses qui devraient être incluses dans un poster représentant les plus importants évènements de la décennie, divisé en cinq différentes catégories : Personnes, Mots, News, Objets et Culture. Truthiness est sélectionné en tant que Mot et apparaît sur le poster.
En octobre 2010, soit cinq ans après sa première évocation en direct à la télévision, un linguiste écrit que le mot Truthiness est « pratiquement » devenu un vrai mot.

## Réutilisations

### Au gala des correspondants de la Maison-Blanche
Le 29 avril 2006, Colbert est invité à prononcer un discours en présence du président des États-Unis d'alors, George W. Bush. Sous les traits de son personnage, il décrit le président en utilisant la définition de truthiness. Colbert  parle notamment du fait que, comme Bush, il « donne aux gens la vérité qui n'est pas passée au filtre des arguments rationnels, », allusion directe à son néologisme.
Le magazine Editor and Publisher, dans son article intitulé « Le pamphlet de Colbert au gala des correspondants – Le président n'a pas été amusé ? » (Colbert Lampoons Bush at White House Correspondents Dinner—President Not Amused?), rapporte que « l'hommage comique et cinglant au président Bush a laissé George et Laura Bush froids au possible ». Il ajoute que de nombreux invités « avaient l'air très gênés par moments, trouvant peut-être le contenu trop acerbe — ou qu'il utilisait un peu trop le pouvoir de truthiness ». The Washington Post et d'autres quotidiens ont également fait le rapprochement entre le discours de Colbert et le mot qu'il avait inventé un an plus tôt,,. Six mois plus tard, l'éditorialiste Frank Rich a écrit dans The New York Times un article intitulé « Throw The Truthiness Bums Out » que la prestation de Colbert a été une « première culturelle ».

### Au parlement canadien
Toujours en 2006, au Canada, le candidat à la présidence du Parti libéral du Canada, Ken Dryden utilise truthiness dans un discours devant la Chambre des communes. Le discours critique le Universal Child Care Plan du gouvernement, et Dryden explique que, dans le cas présent, truthiness est « quelque chose qui est énoncé comme une vérité à laquelle on veut que les autres adhère, et ainsi, répété assez souvent avec suffisamment de voix différentes, cette vérité peut alors sembler vraie, bien que ce ne soit pas le cas. ». Le discours, comme tout ce qui est prononcé à la Chambre, est traduit en français, où Truthiness est traduit par « fausse vérité ».

### Autres réutilisations dans les médias
En 2006, le Chicago Tribune publie un article intitulé « The Truthiness Hurts », expliquant que la controverse de l'Oprah's Book Club sur les soi-disant mémoires de James Frey, A Million Little Pieces (2003) tombait à point nommé pour définir le mot truthiness (fin 2005, des critiques découvrent que certains éléments de l'« autobiographie » de Frey, sélectionnée par l'émission d'Oprah Winfrey au moment de sa sortie, sont faux). L'histoire est reprise dans USA Today et The New York Times, ainsi que par l'émission Nightline. MSNBC publie également un article titré « Oprah strikes a blow for truthiness: Do facts really matter? Ask Winfrey, James Frey or Stephen Colbert ».
En 2010, le commentateur conservateur Charles Krauthammer a réutilisé truthiness en parlant du président Barack Obama dans l'émission de Fox News, Fox News All-Stars en juin 2010. Obama avait précédemment critiqué les Républicains de ne pas soutenir sa réforme financière :

« Ce que nous voyons ici, c'est de la truthiness conditionnelle. Quand l'administration en a besoin, elle dit « nous savons que l'économie va mal », et quand elle a besoin de dire « on ne savait pas qu'elle allait aussi mal », elle le dit aussi. Ça dépend de ce dont elle a besoin et de quand elle en a besoin ; elle invente une nouvelle réalité,. »

Depuis sa création, « truthiness » est régulièrement réutilisé par les médias anglo-saxons pour évoquer tel ou tel événement, que ce soit aux États-Unis, mais aussi au Royaume-Uni, en Australie, etc.

## Dans d'autres langues
En espéranto, Truthiness est traduit Verumeco, et il est écrit 感實性 en chinois. En français, le mot n'est pas traduit officiellement ; Libération, l'un des rares journaux français à l'avoir rapporté, l'a en effet retranscrit tel-quel. Depuis, plusieurs auteurs lui ont donné pour correspondant le mot « véritude »,,.